# Electric Version
Electric Version è il secondo album in studio del gruppo musicale indie rock canadese The New Pornographers, pubblicato nel 2003.

## Tracce
1. The Electric Version – 2:53
2. From Blown Speakers – 2:49
3. The Laws Have Changed – 3:26
4. The End of Medicine – 2:37
5. Loose Translation – 2:59
6. Chump Change – 4:18
7. All for Swinging You Around – 3:42
8. The New Face of Zero and One – 4:11
9. Testament to Youth in Verse – 3:57
10. It's Only Divine Right – 4:11
11. Ballad of a Comeback Kid – 3:51
12. July Jones – 4:18
13. Miss Teen Wordpower – 3:23

## Formazione
- Carl Newman – voce, chitarra, tastiere, armonium
- Neko Case – voce
- John Collins – basso, chitarra, tastiere
- Blaine Thurier – tastiere
- Kurt Dahle – batteria, percussioni, voce, contrabbasso
- Todd Fancey – chitarra, tastiere
- Dan Bejar ("membro segreto") – voce
- Nora O'Connor – voce addizionale
- Tim Sars – sassofono
- Monica Cattaway – violino
- Nyla Rainey – violoncello